# Maclura cochinchinensis
Maclura cochinchinensis, también conocida como  maclura australiana, es una especie de planta de la familia de las moráceas. Se encuentra en China, y sudeste de Asia hasta Australia.

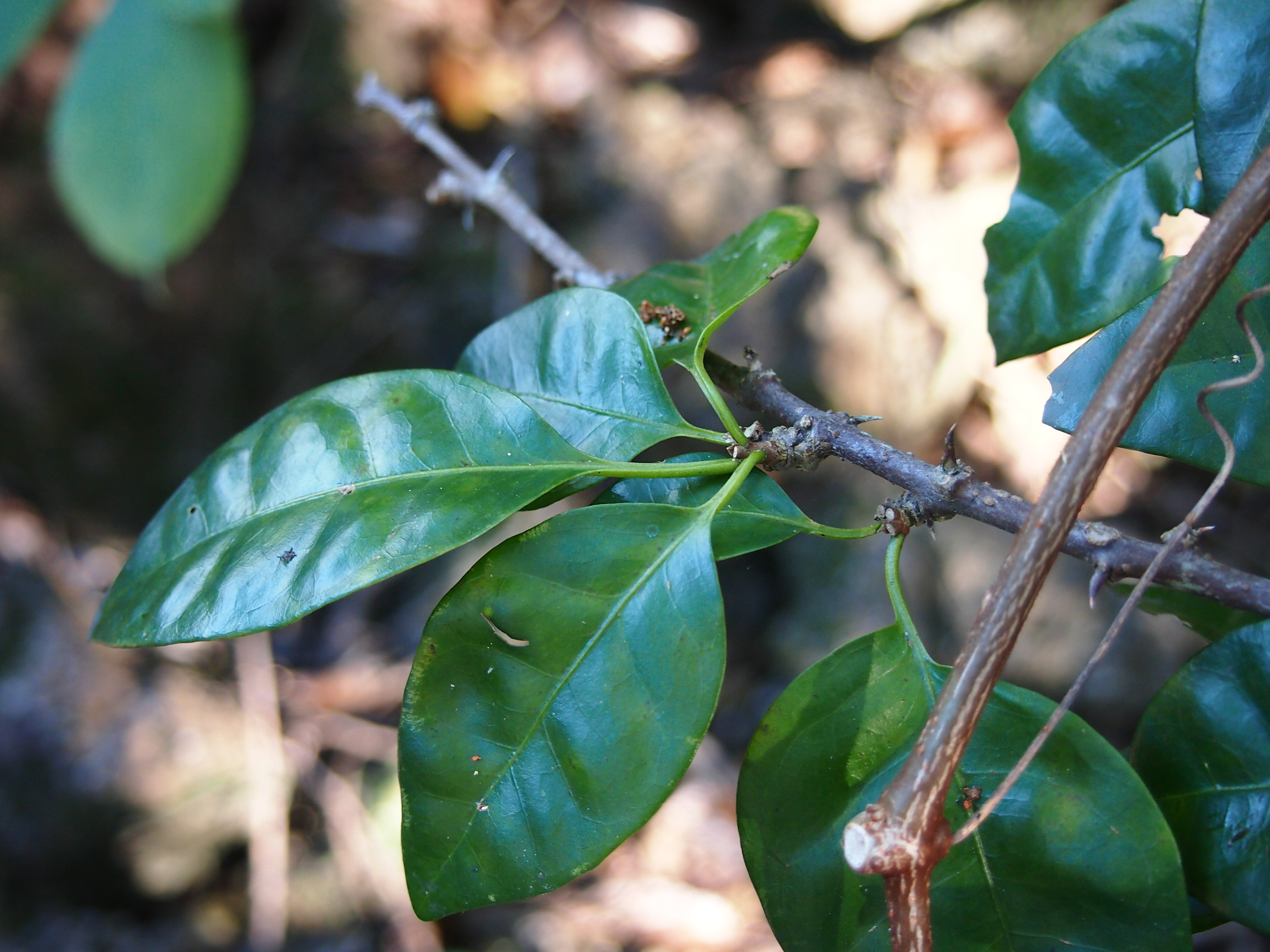
Hojas

## Descripción
Son arbustos erectos o escandentes. Las ramas glabras; con espinas curvas o rectas, de 2 cm, a veces muy poco visibles. Pecíolo de 1 cm, las láminas elíptico-lanceoladas a oblongas, de 3-8 x 2-2,5 cm, coriáceas, glabras, la base cuneada, el margen entero, el ápice redondeado a cortamente acuminada. 
Inflorescencias masculinas en un capítulo, de 6-10 mm de diámetro. Inflorescencias femeninas pubescentes; con pedúnculo de 1 cm. 
Fructificación en forma de drupas comestibles de color naranja rojizo  de 2-5 cm de diámetro que tornan a marrón al madurar, ovoides, lisas. Fl. Abril-mayo, fr. Junio-julio.

## Usos
La fruta globular, amarilla o anaranjada es dulce y comestible y era una fuente de alimento tradicional para los aborígenes australianos.

## Distribución y hábitat
Se distribuye, cerca de las aldeas, por Anhui, Fujian, Guangdong, Guangxi, Guizhou, Hainan, Hubei, Hunan, Jiangxi, Sichuan, Taiwán, Xizang, Yunnan, Zhejiang en China y en Bután, India, Indochina, Japón, Malasia, Birmania, Nepal, Filipinas, Sikkim, Sri Lanka, Tailandia, Vietnam, Australia, Islas del Pacífico.

## Taxonomía
Maclura cochinchinensis fue descrita por (João de Loureiro) Edred John Henry Corner y publicado en The Gardens' Bulletin Singapore 19(2): 239, en el año 1962.
Sinonimia
- Maclura cochinchinensis var. gerontogea (Siebold & Zucc.) Ohashi in Hara
- Maclura gerontogea Siebold & Zucc.
- Trophis spinosa Roxb. ex Willd.
- Vanieria cochinchinensis Lour. basónimo[4]